# Foulehaio
Foulehaio és un gènere d'ocells de la família dels melifàgids (Meliphagidae ).

## Taxonomia
Segons la Classificació del Congrés Ornitològic Internacional (versió 10.2, 2020) aquest gènere està format per tres espècies:
- Foulehaio procerior - menjamel carunculat de les Fiji.
- Foulehaio taviunensis - menjamel carunculat de Vanua Levu.
- Foulehaio carunculatus - menjamel carunculat de la Polinèsia.